# Westhoughton
Westhoughton (/wɛstˈhɔːtən/) este un oraș în cadrul districtul metropolitan Bolton în comitatul Greater Manchester, regiunea North West, Anglia. 
Din punct de vedere istoric, în Lancashire, Westhoughton a fost odată un centru pentru extracția cărbunelui, fabricarea bumbacului și fabricarea textilelor. Astăzi este, în general, un oraș rezidențial cu o populație de 24,974 la recensământul din 2011, care a crescut de la 23.056 în 2001.
Westhoughton încorporează câteva foste sate și cătune care au propriul lor caracter distinctiv, tradiții sportive și facilități, inclusiv gări. Acestea includ Wingates, White Horse, Over Hulton, Four Gates (sau Fourgates), Chequerbent, care au fost distruse de clădirea autostrăzii M61, Hunger Hill, Snydale, Hart Common, Marsh Brook, Daisy Hill și Dobb Brow.

## Istoric

### Toponimie
Numele Westhoughton este derivat din engleza veche, "halh" (dialectal "haugh") pentru un colț sau colț al pământului și "tun" pentru o fermă sau așezare - adică o "așezare în vest a unui colț al pământului". A fost înregistrată în mod diferit ca Halcton în 1210, Westhalcton în 1240, Westhalghton în 1292, Westhalton în 1302 și în secolul al XVI-lea ca Westhaughton și Westhoughton
Oamenii din Westhoughton sunt uneori cunoscuți sub numele de "Howfeners" (de la Houghton) sau "Keawy-eds" (capete de vaci) sau "Keawyedners" (o combinație a celor două), iar orașul este cunoscut sub numele de "Keawyed City". Folclorul presupus ("re-inventat" în perioada Edwardiană) descrie un fermier care și-a găsit vaca cu capul blocat într-o poartă de cinci barate și, mai degrabă decât să deterioreze poarta, taie capul de vacă, deoarece vacile costă mai puțin poarta. Satul Tideswell din Derbyshire are aceeași legendă.

### Banarere Rebellion
În 1315, un grup de bărbați condus de Sir William Bradshaigh din Haigh Hall, Sir Henry Lea de la Charnock Richard și Sir Adam Banastre s-au întâlnit la Wingates pentru a planifica o campanie de violență împotriva lui Sir Robert de Holland din Upholland, referentul principal al președintelui puternic din Lancaster . Campania a devenit cunoscută sub numele de Rebeliunea de la Banastre și sa încheiat cu moartea majorității protagoniștilor principali.

### Război civil
La 15 decembrie 1642, în timpul războiului civil englez, bătălia de la Warcock Hill a fost combătută pe Westhoughton Common între forțele Cavalier ale Lordului Derby și parlamentarii. Site-ul bătăliei a fost în afara drumului Manchester, unde Wayfaring este astăzi. Membrii parlamentari, sub căpitanii Bradshaw, Venables și Browne, au intrat într-o forță de câteva mii de regaliști din garnizoana Wigan, sub Lord Derby, și au fost forțați să se predea. Cei trei căpitani și 160 de bărbați au fost luați prizonieri.
Se crede că prințul Rupert al Rinului și-a adunat trupele în Westhoughton înainte de atacul și masacrul care a urmat la Bolton în 1644. Se știe, de asemenea, că activitățile de război civil au avut loc în jurul zonei Hunger Hill și că sabia a susținut că este din timpul războiul civil a fost descoperit în grădina uneia dintre cabanele de la Pocket Nook din Chew Moor în anii 1950.

## Geografie
Westhoughton acoperă o suprafață de 4.371 ha (1.757 ha) și are o lățime medie de peste 3.2 mile de la nord-est la sud-vest și o lungime extremă de aproape 5.6 km de la nord-vest la sud- Est. Cel mai înalt nivel la peste 480 de picioare (150 m) este la nord-est cu țărmul înclinat în jos spre sud-vest. Cel mai jos punct la aproximativ 120 de picioare (37 m) se află în colțul extrem de sud. Borsdane Brook separă localitatea de Aspull, un alt pârâu îl împarte de la Hindley, aderând la un curs care se ridică pe marginea de nord a Westhoughton și curge spre sud prin Leigh către Glazebrook. Orașul încorporează mai multe sate și căsuțe vechi, inclusiv stații de cale ferată, inclusiv Wingates, Horse alb, Over Hulton, Four Gates (sau Fourgates), Chequerbent, Hunger Hill, Snydale, Hart Common, Marsh Brook, Daisy Hill și Dobb Brow.
Rezervațiile locale naturale sunt situate la Hall Lee Bank Park, Cunningham Clough și Eatock Lodge la Daisy Hill.